# Station Topór
Station Topór is een spoorwegstation in de Poolse plaats Topór.